# PVC增塑剂
PVC增塑剂属于增塑剂（台湾称塑化剂）的一种，可以用在电缆电料、PVC电工套管，PVC板材、密封胶条、软管、硬管等等橡塑产品中，可以部分的替代二丁酯、二辛脂增塑剂，提供产品柔性和耐久性。

## 特性
在橡塑加工中不会析出，挥发极低，由于二丁酯二辛脂产品的价格非常昂贵，固使用PVC增塑剂、多元醇增塑剂等可以大大降低橡塑企业的生产成本。

参考资料
1. ↑  Ctube. . Ctube-gr.com. 2024-08-08 （英语）.